# Lista över fornlämningar i Säffle kommun (Svanskog)
Lista över fornlämningar i Säffle kommun (Svanskog) är en förteckning av ett urval av de fornlämningar som finns i Svanskog i Säffle kommun.
| Namn                           | Lämningstyp      | Tillkomsttid | Historisk indelning | Plats | Läge                 | ID-nr          | Bild                                 |
| ------------------------------ | ---------------- | ------------ | ------------------- | ----- | -------------------- | -------------- | ------------------------------------ |
| Svanskog 5:1                   | Stenkammargrav   |              | Svanskog, Värmland  |       | 59.141631, 12.618201 | 10218700050001 | Ladda upp en bild av detta fornminne |
| Svanskog 5:2                   | Stenkammargrav   |              | Svanskog, Värmland  |       | 59.141744, 12.618401 | 10218700050002 | Ladda upp en bild av detta fornminne |
| Svanskog 6:1                   | Hög              |              | Svanskog, Värmland  |       | 59.145428, 12.508359 | 10218700060001 | Ladda upp en bild av detta fornminne |
| Svanskog 17:1                  | Stenkammargrav   |              | Svanskog, Värmland  |       | 59.213011, 12.524450 | 10218700170001 | Ladda upp en bild av detta fornminne |
| Svanskog 18:1                  | Stensättning     |              | Svanskog, Värmland  |       | 59.214644, 12.541316 | 10218700180001 | Ladda upp en bild av detta fornminne |
| Svanskog 19:1                  | Stensättning     |              | Svanskog, Värmland  |       | 59.213679, 12.541734 | 10218700190001 | Ladda upp en bild av detta fornminne |
| Forngraven (Svanskog 26:1)     | Stenkammargrav   |              | Svanskog, Värmland  |       | 59.219557, 12.500021 | 10218700260001 | Ladda upp en bild av detta fornminne |
| Svanskog 29:1                  | Stensättning     |              | Svanskog, Värmland  |       | 59.215949, 12.500291 | 10218700290001 | Ladda upp en bild av detta fornminne |
| Svanskog 29:2                  | Stensättning     |              | Svanskog, Värmland  |       | 59.215939, 12.500117 | 10218700290002 | Ladda upp en bild av detta fornminne |
| Svanskog 39:1                  | Begravningsplats |              | Svanskog, Värmland  |       | 59.190377, 12.601330 | 10218700390001 | Ladda upp en bild av detta fornminne |
| Svanskog 45:1                  | Stenkrets        |              | Svanskog, Värmland  |       | 59.142810, 12.614308 | 10218700450001 | Ladda upp en bild av detta fornminne |
| Hedanes kapell (Svanskog 47:1) | Begravningsplats |              | Svanskog, Värmland  |       | 59.245866, 12.478734 | 10218700470001 | Ladda upp en bild av detta fornminne |
| Hedanes kapell (Svanskog 47:2) | Kyrka/kapell     |              | Svanskog, Värmland  |       | 59.245956, 12.478565 | 10218700470002 | Ladda upp en bild av detta fornminne |
| Svanskog 56:1                  | Stensättning     |              | Svanskog, Värmland  |       | 59.197143, 12.602511 | 10218700560001 | Ladda upp en bild av detta fornminne |
| Svanskog 61:1                  | Stenkammargrav   |              | Svanskog, Värmland  |       | 59.217800, 12.501191 | 10218700610001 | Ladda upp en bild av detta fornminne |
| Svanskog 72:1                  | Stenkammargrav   |              | Svanskog, Värmland  |       | 59.211008, 12.605729 | 10218700720001 | Ladda upp en bild av detta fornminne |
| Svanskog 74:1                  | Stensättning     |              | Svanskog, Värmland  |       | 59.190419, 12.601949 | 10218700740001 | Ladda upp en bild av detta fornminne |
| Svanskog 74:2                  | Stensättning     |              | Svanskog, Värmland  |       | 59.190428, 12.601748 | 10218700740002 | Ladda upp en bild av detta fornminne |
| Svanskog 74:3                  | Stensättning     |              | Svanskog, Värmland  |       | 59.190534, 12.601695 | 10218700740003 | Ladda upp en bild av detta fornminne |
| Svanskog 74:4                  | Stensättning     |              | Svanskog, Värmland  |       | 59.190636, 12.601635 | 10218700740004 | Ladda upp en bild av detta fornminne |
| Svanskog 87:1                  | Stensättning     |              | Svanskog, Värmland  |       | 59.152247, 12.511381 | 10218700870001 | Ladda upp en bild av detta fornminne |
| Svanskog 174:1                 | Stensättning     |              | Svanskog, Värmland  |       | 59.223597, 12.495461 | 10218701740001 | Ladda upp en bild av detta fornminne |
| Svanskog 182:1                 | Stensättning     |              | Svanskog, Värmland  |       | 59.146112, 12.458752 | 10218701820001 | Ladda upp en bild av detta fornminne |
| Svanskog 186:1                 | Stenkammargrav   |              | Svanskog, Värmland  |       | 59.146820, 12.500458 | 10218701860001 | Ladda upp en bild av detta fornminne |